# Karl August Eckhardt
Karl August Eckhardt (* 5. März 1901 in Witzenhausen; † 29. Januar 1979 ebenda) war ein deutscher Rechtshistoriker, Nationalsozialist und SS-Offizier.

## Leben
Eckhardt war der älteste Sohn des Justizrats, Rechtsanwalts und Notars Wilhelm Eckhardt. Nach dem Abitur studierte er ab 1919 an der Philipps-Universität Marburg Rechtswissenschaft. Im selben Jahr wurde er im Corps Teutonia Marburg recipiert. Im Frühjahr 1920 schloss er sich dem Studentenkorps Marburg an, das beim Kapp-Putsch in Thüringen gegen die Kommunisten eingesetzt wurde. Anschließend besuchte er einen Reichswehrkursus. Trotzdem konnte er am 25. November 1922, im Alter von 21 Jahren, sein Studium nach sechs Semestern mit dem Referendarexamen abschließen. Mit einer Doktorarbeit über den Schwabenspiegel wurde er einen Monat später zum Dr. iur. promoviert. Eckhardt war auch aktives Mitglied des Nerother Wandervogels.
Nach dem Vorbereitungsdienst in Kassel und einer Tätigkeit als Archivar und Syndikus einer Papierfabrik in Witzenhausen studierte Eckhardt an der Georg-August-Universität Göttingen Deutsch und Geschichte. Dort habilitierte er sich 1924 über den Deutschenspiegel. Er wurde in Göttingen zum Privatdozenten für Deutsche Rechtsgeschichte ernannt, 1925 auch für Bürgerliches Recht. 1928 folgte er dem Ruf der Christian-Albrechts-Universität zu Kiel. Er wechselte 1930 an die Handelshochschule Berlin und 1932 an die Rheinische Friedrich-Wilhelms-Universität Bonn. Er gehörte nach der nationalsozialistischen Machtübernahme zu den Mitbegründern der Bonner Ortsgruppe des Nationalsozialistischen Kraftfahrkorps.

### NS-Zeit
Eckhardt trat im Mai 1931 der SA, zum 1. März 1932 der NSDAP (Mitgliedsnummer 952.083) und im Oktober 1933 der SS bei (SS-Nummer 179.922). Er lehrte kurzfristig von 1933 bis zum 21. März 1934 an der Universität Kiel und übte einen sehr großen Einfluss auf die personelle Besetzung und die inhaltlichen Positionen der Kieler Schule aus, einer Gruppe nationalsozialistischer Rechtswissenschaftler. Zum 1. Januar 1935 wurde Eckhardt als Untersturmführer zum Persönlichen Stab des Reichsführers SS abkommandiert. Ab 1935 gehörte Eckhardt auch zum Sicherheitsdienst des Reichsführers SS (SD). Hier war er in der Abteilung des Staatsrechtlers Reinhard Höhn tätig.
Vom Oktober 1934 bis Juni 1936 war Eckhardt Hauptreferent für Recht, Staat, Politik, Wirtschaft und Geschichte in der Hochschulabteilung vom Reichsministerium für Wissenschaft, Erziehung und Volksbildung unter Bernhard Rust. Hier beteiligte er sich an der Verdrängung jüdischer Rechtswissenschaftler. Beispielsweise bewirkte Eckhardt die Emeritierung von mehreren Professoren der Friedrich-Wilhelms-Universität Berlin, denen ihre jüdische Abstammung vorgehalten worden war und die von Berlin nach Frankfurt zwangsversetzt worden waren. Dabei wurden die jüdischen Professoren gezwungen, „selbst ihre Entpflichtungsanträge zu stellen“. Danach war Eckhardt zunächst für die Neubesetzung von Lehrstühlen zuständig, die durch die Entlassung und Vertreibung jüdischer Hochschullehrer frei geworden waren. Ab Oktober 1934 zeichnete er auch für die Neugestaltung der rechts- und wirtschaftswissenschaftlichen Studiengänge verantwortlich. Zusammen mit dem Staatsrechtler Ernst Rudolf Huber arbeitete er Richtlinien über Das Studium der Rechtswissenschaft aus. Als Sachbearbeiter entwarf er ferner die zum 1. Mai 1935 in Kraft getretenen Richtlinien zur Vereinheitlichung der Hochschulverwaltung, die die Verfassung der deutschen Universitäten umgestaltete. Sein Nachfolger als Hauptreferent wurde Wilhelm Engel, der 1937 auf Betreiben von Eckhardt dieses Amt wieder verlor. Im Auftrag von Hans Frank erarbeitete Eckhardt mit Paul Ritterbusch, Georg Dahm, Wolfgang Siebert und Höhn neue Richtlinien für die Richterschaft zur Anwendung des nationalsozialistischen Rechts, die er im Januar 1936 in der Öffentlichkeit vorstellte.
Mit Walther Hinz erarbeitete Eckhardt für Rust außerdem einen Organisationsplan für die Errichtung eines die gesamte Geschichtswissenschaft umfassenden Reichsinstituts. Aus den Plänen entstanden das Reichsinstitut für ältere deutsche Geschichtskunde und das Reichsinstitut für Geschichte des neuen Deutschlands. Eckhardt war zum Präsidenten des ersteren ausersehen worden und strebte damit eine Führungsposition in den Monumenta Germaniae Historica an, geriet aber in einen Machtkampf mit dem Historiker Walter Frank. Eckhardt hatte entschieden gegen Franks Berufung zum Präsidenten des anderen Reichsinstituts opponiert, die trotzdem im Juli 1935 durch Hitler erfolgte. Frank brachte im Gegenzug Arthur Rosenberg dazu, gegen Eckhardts Berufung Protest einzulegen, und denunzierte Eckhardt selbst als wirtschaftsliberal. Eckhardt schied daraufhin aus den Monumenta Germaniae Historica aus. Trotz der Fürsprache Höhns, Reinhard Heydrichs und Heinrich Himmlers, die Eckhardt als Generaldirektor der Preußischen Staatsarchive sehen wollten, entschied schließlich Adolf Hitler im Mai 1937 gegen Eckhardt wegen angeblich unzulänglicher Einstellung in der „Judenfrage“. Hitler bezog sich dabei auf einen Nachruf, den Eckhardt 1934 auf seinen jüdischen Vorgänger in Kiel, Max Pappenheim, verfasst hatte.
Eckhardt hielt engen Kontakt zum Reichsführer SS Heinrich Himmler. Er war 1934 aus der Kirche ausgetreten und eines der ersten Mitglieder der Deutschen Glaubensbewegung geworden. 1935 wurde er SS-Untersturmführer, 1936 SS-Obersturmführer und 1938 SS-Sturmbannführer. Er gehörte 1935 zu Himmlers persönlichem Stab. Eckhardt war langjährig im SS-Ahnenerbe tätig. Am 22. Mai 1935 trat er mit einem Beitrag im SS-Zentralorgan Das Schwarze Korps in Erscheinung, in dem er die Todesstrafe für Homosexuelle forderte: „Widernatürliche Unzucht ist todeswürdig“. 1936 formulierte er: „Gegenüber Führerentscheidungen, die in die Form eines Gesetzes oder einer Verordnung gekleidet sind, steht dem Richter kein Prüfungsrecht zu.“ Zum Jahreswechsel 1935/36 schrieb er an Himmler: „…ich danke Ihnen zugleich noch einmal dafür, daß ich diesem Orden [der SS] angehören und Ihnen, mein Reichsführer, dienen darf.“ 1941 gab er mit Wilhelm Stuckart und Werner Best eine Festschrift für Himmler zu dessen 40. Geburtstag heraus.
Eckhardt wurde 1935 als Professor für Mittlere Geschichte an die Universität Berlin berufen. Im Sommer 1936 wechselte er als Professor für Germanisches Recht und Familienrecht an die Juristische Fakultät. Von 1936 bis 1938 war der alleinverantwortliche Herausgeber der Zeitschrift Deutsche Rechtswissenschaft, des Sprachrohrs zur Verbreitung der Ideen der Kieler Schule. 1937 kehrte Eckhardt nach Bonn auf den Lehrstuhl für Germanische Rechtsgeschichte zurück. Zugleich war er Direktor des Deutschrechtlichen Instituts des Reichsführers SS und Mitglied der Akademie für Deutsches Recht.
Im September 1939 wurde Eckhardt zum Heer (Wehrmacht) einberufen. Er wurde Zugführer einer Schützenkompanie im Reichsgau Danzig-Westpreußen. 1940 war er wieder Dekan seiner Fakultät in Bonn. Im Sommer 1940 hielt er Vorlesungen an der Universität Prag. Im April 1941 wurde er wieder Soldat und war in Paris in der Abwehrleitstelle als Auswerter für militärische und politische Fragen tätig. Ende 1944 wurde er nach Kamenz in den Bereich des Reichsführers SS versetzt. 1945 geriet er für zwei Jahre in amerikanisch-französische Kriegsgefangenschaft.

### Nachkriegszeit
Im Mai 1945 wurde Eckhardt als Hochschullehrer von den Alliierten amtsenthoben. In seinem Entnazifizierungsverfahren gab der SS-Sturmbannführer 1947 an: „Es war mir völlig unbekannt, daß die SS als solche an den Judenverfolgungen teilgenommen, ja sie sogar organisiert hat [… und] dass die Konzentrationslager eine andere Zweckwidmung hatten als Arbeitslager für unsoziale Elemente und Gewohnheitsverbrecher zu sein.“ Eckhardt hatte damit Erfolg und wurde als Mitläufer eingestuft. Eine Rückkehr an die Hochschule blieb ihm verwehrt und im Oktober 1948 wurde er vorzeitig pensioniert. Dies wurde 1966 nicht durch eine Emeritierung ersetzt. Eckhardt zog 1950 nach Witzenhausen, wo er als Stadtarchivar und Direktor des Historischen Instituts des Werralandes tätig war.
Von 1943 bis 1979 konnte er seine Vorkriegstätigkeit in den Monumenta Germaniae Historica (MGH) in München weiterführen. Er war 1960 bis 1979 korrespondierendes Mitglied der MGH-Zentraldirektion.
Eckhardts wissenschaftliche Arbeiten – Editionen, Monographien, Aufsätze, Handbuchartikel usw. – ergeben einen Umfang von fast 30.000 Druckseiten; mehr als zwei Drittel davon publizierte er nach dem Zweiten Weltkrieg.
Eckhardt engagierte sich auch wieder in der Jugendbewegung. Er gründete eine Akademie auf der Burg Ludwigstein und erreichte die Anerkennung des von ihm geführten „Bilsteiner Kreises“ als Vollorden im Nerother Bund.
Eckhardts Schriften Das Studium der Rechtswissenschaft und Das Studium der Wirtschaftswissenschaft (beide 1935 in der Reihe Der deutsche Staat der Gegenwart der Hamburger Hanseatischen Verlags-Anstalt erschienen) wurden 1946 in der Sowjetischen Besatzungszone auf die Liste der auszusondernden Literatur gesetzt, weil das darin enthaltene nationalsozialistische Gedankengut unvereinbar mit der antifaschistischen Ordnung war.

## Familie
Eckhardt ist der Vater von Wilhelm A. Eckhardt, der das Hessische Staatsarchiv Marburg 1981–1994 leitete, sowie von Albrecht Eckhardt, dem Leiter des Niedersächsischen Staatsarchivs Oldenburg von 1981 bis 2002. Über seine Schwester Anneliese war Karl August Eckhardt seit 1930 mit dem Historiker Günther Franz verschwägert.

## Mitgliedschaften
- Akademie der Wissenschaften zu Göttingen[17].

## Publikationen (Auswahl)
- Die Witzenhäuser Schwabenspiegelhandschrift. Buchdruckerei C. Trautvetter, Witzenhausen 1922, OCLC 17956072 (Inaugural-Dissertation, Universität Marburg, 1922, 36 Seiten).
- Der Deutschenspiegel, seine Entstehungsgeschichte und sein Verhältnis zum Schwabenspiegel. Böhlau, Weimar 1924, OCLC 264660519 (Habilitationsschrift, Universität Göttingen, 1924, 88 Seiten).
- Irdische Unsterblichkeit, Germanischer Glaube an die Wiederverkörperung in der Sippe (= Studien zur Rechts- und Religionsgeschichte, Band 1), Weimar 1937.
- Ingwi und Ingwäonen in der Überlieferung des Nordens (2. neubearb. Aufl., = Germanenstudien, Heft 1), Bonn 1940.
- Nordische Chronologie (= Germanenstudien, Heft 2), Bonn 1940.
- Der Wanenkrieg (= Germanenstudien, Heft 3), Bonn 1940.
- Quellen zur Rechtsgeschichte der Stadt Witzenhausen. Elwert, Marburg 1954.
- (Hrsg.) [Eike von Repkow]: Das Landrecht des Sachsenspiegels (= Germanenrechte. Bd. 14). Musterschmidt, Göttingen/Berlin/Frankfurt 1955 (zuerst 1933).
- (Hrsg.) [Eike von Repkow]: Das Lehnrecht des Sachsenspiegels. Musterschmidt, Göttingen/Berlin/Frankfurt 1956.
- Studia Merovingica. Aalen 1975 (= Bibliotheca rerum historicarum, Band 11).